# Estació de Pont-d'Ardres
L'estació de Pont-d'Ardres és una estació ferroviària situada al municipi francès d'Ardres (al departament del Pas de Calais).
És servida pels trens del TER Nord-Pas-de-Calais (de Boulogne-Ville a Lille-Flandres i de Calais-Ville a Béthune).
| Provinença     | Estació anterior | Línia                  | Estació següent | Destinació     |
| -------------- | ---------------- | ---------------------- | --------------- | -------------- |
| Boulogne-Ville | Les Fontinettes  | TER Nord-Pas-de-Calais | Nortkerque      | Lille-Flandres |
| Calais-Ville   | Les Fontinettes  | TER Nord-Pas-de-Calais | Nortkerque      | Béthune        |